# Stean
Stean – wieś w Anglii, w hrabstwie North Yorkshire, w dystrykcie (unitary authority) North Yorkshire. Leży 56 km na północny zachód od miasta York i 317 km na północ od Londynu. Miejscowość liczy 10 mieszkańców.